# چنگر نیوزیلند
چنگر نیوزیلند (نام علمی: Fulica prisca) نام یک گونه از سرده چنگرها است.